# Las Vueltas
Las Vueltas är en ort i Mexiko, tillhörande kommunen Coatepec Harinas i södra delen av delstaten Mexiko. Orten hade 814 invånare vid folkräkningen 2010.